# Fabrício Bruno
Fabrício Bruno Soares de Faria (Ibirité, 12 febbraio 1996) è un calciatore brasiliano, difensore del Cruzeiro.

## Caratteristiche tecniche
È un difensore centrale.

## Carriera

### Club
Cresciuto nelle giovanili del Cruzeiro, ha esordito in prima squadra il 10 aprile 2016 in occasione del match del Campionato Mineiro vinto 3-2 contro il Boa Esporte.

### Nazionale
L'11 marzo 2024 viene convocato per la prima volta in nazionale maggiore in sostituzione dell'infortunato Marquinhos, con cui esordisce 12 giorni dopo nell'amichevole vinta 0-1 in trasferta contro l'Inghilterra.

## Statistiche

### Presenze e reti nei club
Statistiche aggiornate al 17 marzo 2018.
| Stagione        | Squadra         | Campionato      | Campionato | Campionato | Coppe nazionali | Coppe nazionali | Coppe nazionali | Coppe continentali | Coppe continentali | Coppe continentali | Altre coppe | Altre coppe | Altre coppe | Totale | Totale | Totale |
| Stagione        | Squadra         | Comp            | Pres       | Reti       | Comp            | Pres            | Reti            | Comp               | Pres               | Reti               | Comp        | Pres        | Reti        | Pres   | Reti   |        |
| --------------- | --------------- | --------------- | ---------- | ---------- | --------------- | --------------- | --------------- | ------------------ | ------------------ | ------------------ | ----------- | ----------- | ----------- | ------ | ------ | ------ |
| 2016            | Cruzeiro        | M1/MG+A         | 1+7        | 0+1        | CB              | 0               | 0               |                    | -                  | -                  | PL          | 0           | 0           | 8      | 1      |        |
| 2017            | Chapecoense     | PD/SC+A         | 7+25       | 0+1        | CB              | 1               | 0               | RS+CL+CS           | 0+4+1              | 0                  | PL          | 1           | 0           | 39     | 1      |        |
| 2018            | Chapecoense     | PD/SC+A         | 7          | 1          | CB              | 0               | 0               | CL                 | 2                  | 0                  |             | -           | -           | 9      | 1      |        |
| Totale carriera | Totale carriera | Totale carriera | 47         | 3          |                 | 1               | 0               |                    | 7                  | 0                  |             | 1           | 0           | 56     | 3      |        |

### Cronologia presenze e reti in nazionale
| Cronologia completa delle presenze e delle reti in nazionale ― Brasile | Cronologia completa delle presenze e delle reti in nazionale ― Brasile | Cronologia completa delle presenze e delle reti in nazionale ― Brasile | Cronologia completa delle presenze e delle reti in nazionale ― Brasile | Cronologia completa delle presenze e delle reti in nazionale ― Brasile | Cronologia completa delle presenze e delle reti in nazionale ― Brasile | Cronologia completa delle presenze e delle reti in nazionale ― Brasile | Cronologia completa delle presenze e delle reti in nazionale ― Brasile |
| Data                                                                   | Città                                                                  | In casa                                                                | Risultato                                                              | Ospiti                                                                 | Competizione                                                           | Reti                                                                   | Note                                                                   |
| ---------------------------------------------------------------------- | ---------------------------------------------------------------------- | ---------------------------------------------------------------------- | ---------------------------------------------------------------------- | ---------------------------------------------------------------------- | ---------------------------------------------------------------------- | ---------------------------------------------------------------------- | ---------------------------------------------------------------------- |
| 23-3-2024                                                              | Londra                                                                 | Inghilterra                                                            | 0 – 1                                                                  | Brasile                                                                | Amichevole                                                             | -                                                                      |                                                                        |
| 26-3-2024                                                              | Madrid                                                                 | Spagna                                                                 | 3 – 3                                                                  | Brasile                                                                | Amichevole                                                             | -                                                                      | 50’                                                                    |
| Totale                                                                 |                                                                        | Presenze                                                               | 2                                                                      |                                                                        | Reti                                                                   | 0                                                                      |                                                                        |

## Palmarès

### Competizioni nazionali
- Coppa del Brasile: 2

Flamengo: 2022, 2024

### Competizioni internazionali
- Coppa Libertadores: 1

Flamengo: 2022

### Competizioni statali
- Campionato Carioca: 1

Flamengo: 2024